# Клаут
Кла̀ут (на италиански и на фриулски: Claut) е село и община в Северна Италия, провинция Порденоне, автономен регион Фриули-Венеция Джулия. Разположено е на 613 m надморска височина. Населението на общината е 1027 души (към 2010 г.).